# 10764 Rübezahl
10764 Rübezahl è un asteroide della fascia principale. Scoperto nel 1990, presenta un'orbita caratterizzata da un semiasse maggiore pari a 3,0618246 UA e da un'eccentricità di 0,1055787, inclinata di 10,78527° rispetto all'eclittica.